# 山口県道335号江崎陶線
山口県道335号江崎陶線（やまぐちけんどう335ごう えざきすえせん）は、山口県山口市を通る一般県道である。

## 概要
山口市江崎から山口市陶に至る。かつては全線が国道2号だったが、小郡道路が開通した翌年の1976年（昭和51年）に認定された。当初は南本町交差点以西に国道9号との重用区間があったが、2001年（平成13年）の同線の経路変更により重用区間がなくなった。

### 路線データ
- 起点：山口市江崎（山口市今坂交差点、国道2号交点）
- 終点：山口市陶（陶小学校前交差点、国道2号交点、山口県道200号陶湯田線起点）

## 歴史
- 1976年（昭和51年）8月10日 - 山口県告示第680号により認定される。

## 路線状況

### 重複区間
- 山口県道230号伊佐吉部山口線（山口市江崎・幸の橋交差点 - 山口市嘉川）
- 山口県道353号新山口停車場上郷線（山口市小郡下郷）
- 山口県道212号山口阿知須宇部線（山口市小郡下郷・新幹線駅入口交差点 - 山口市陶・亀谷交差点）

### 道路施設

#### 橋梁
- 昭和橋（椹野川、山口市、山口県道212号山口阿知須宇部線重複区間内）

## 地理

### 通過する自治体
- 山口県
  - 山口市

### 交差する道路
| 交差する道路                                                                            | 交差する場所 | 交差する場所            |
| --------------------------------------------------------------------------------------- | ------------ | ----------------------- |
| 国道2号 国道9号 重複                                                                    | 江崎         | 山口市今坂交差点 / 起点 |
| 山口県道230号伊佐吉部山口線 重複区間起点                                                | 江崎         | 幸の橋交差点            |
| 山口県道230号伊佐吉部山口線 重複区間終点                                                | 嘉川         |                         |
| 国道9号                                                                                 | 小郡下郷     | 長谷交差点              |
| 山口県道214号新山口停車場長谷線                                                         | 小郡下郷     |                         |
| 山口県道212号山口阿知須宇部線 重複区間起点 山口県道353号新山口停車場上郷線 重複区間終点 | 小郡下郷     | 新幹線駅入口交差点      |
| 山口県道502号山口防府小郡自転車道線                                                     | 小郡下郷     |                         |
| 山口県道212号山口阿知須宇部線 重複区間終点                                              | 陶           | 亀谷交差点              |
| 国道2号 山口県道200号陶湯田線                                                           | 陶           | 陶小学校前交差点        |

### 交差する鉄道
- 山陽新幹線
- 山口線

### 沿線
- 山口市立川西中学校
- 山口市役所 嘉川出張所
- JR西日本山陽本線 嘉川駅
- JR西日本宇部線 上嘉川駅
- 山口市立嘉川小学校
- 山口南警察署
- JR西日本山陽本線・宇部線・山口線・山陽新幹線 新山口駅
- 陶陶窯跡（すえのすえかまあと）
- 西国街道（旧山陽道）
- 山口市立陶小学校